# Ламли, Олдред, 10-й граф Скарборо
Генерал-майор Олдред Фредерик Джордж Бересфорд Ламли, 10-й граф Скарборо (англ. Aldred Frederick George Beresford Lumley, 10th Earl of Scarbrough; 16 ноября 1857 — 4 марта 1945) — англо-ирландский пэр, военный и землевладелец. Он носил титул учтивости — виконт Ламли с 1868 по 1884 год.

## Происхождение и образование
Родился 16 ноября 1857 года в замке Тикхилл, Западный райдинг Йоркшира. Второй сын Ричарда Ламли, 9-го графа Скарборо (1813—1884), и Фредерики Драммонд (? — 1907), дочери Эндрю Роберта Драммонда и леди Элизабет Фредерики Мэннерс. Он получил образование в Итонском колледже.
В августе 1868 года после смерти своего старшего брата Лиулфа Ламли, виконта Ламли (1850—1868), Олдред Ламли унаследовал титул учтивости — виконт Ламли и стал наследником семейных титулов.

## Карьера
В 1877 году Олдред Ламли был зачислен в 7-й гусарский полк. Он прослужил шесть лет и участвовал в англо-зулусской войне в 1879 году. Он был в Натале, когда началась Первая англо-бурская война в 1881 году. В 1883 году он оставил службу, чтобы помогать своему больному отцу в управлении их поместьями в Сэндбек-парке в Саут-Йоркшире и замке Ламли в графстве Дарем. После смерти отца в 1884 году он был вынужден сдать в аренду семейное поместье Сэндбек-парк из-за Великой сельскохозяйственной депрессии.
Лорд Скарборо был страстным моряком и членом Королевского яхт-клуба. В течение шести лет он плавал по всему миру, посетив Индию, Африку, Вест-Индию, Центральную и Южную Америку. Он путешествовал с исследователем Фрэнком Линсли Джеймсом на борту HMS Waterwitch и был с ним, когда Джеймс был убит слоном в 1890 году в Габоне.
Он был членом совета Королевской Нигерской компании и в это время посетил Африку с сэром Джорджем Голди, чтобы заключить договоры с вождями племен. Во время своих путешествий он проявил живой интерес к ботанике.
Лорд-лейтенант Западного райдинга Йоркшира с 1892 по 1904 год. 24 октября 1891 года он был назначен подполковником и командовал Йоркширскими драгунами, местным йоменским полком. В начале февраля 1900 года он был назначен заместителем командира батальона имперских йоменов с временным званием майора в армии и служил с ним во Второй англо-бурской войне. После возвращения в Великобританию он был назначен адъютантом короля Эдуарда VII с постоянным званием полковника. Он служил в этой должности до смерти короля в 1910 году. Он был командиром Йоркширской конной бригады, председателем территориальной ассоциации Западного Райдинга с 1908 года и генеральным директором территориальных сил с почетным званием генерал-майора с февраля 1917 года до своей отставки в 1921 году . Он был назначен почетным полковником 54-й (Западный Райдинг и Стаффордшир) средней бригады Королевской артиллерии в марте 1923 года.
Лорд Скарборо был назначен кавалером Большого Креста Ордена Британской империи незадолго до его выхода на пенсию из Территориальных сил в 1921 году за его военную службу. Он был посвящен в рыцари и был субприором Ордена госпиталя Святого Иоанна Иерусалимского с 1923 по 1943 год.

## Скегнесс
В дополнение к своим поместьям в Йоркшире, граф Скарборо владел значительной землей вокруг приморского города Скегнесс, Линкольншир, который стал доступен по железной дороге в 1873 году. В то время это была небольшая рыбацкая деревня. Осознавая его потенциальную ценность как места отдыха, лорд Скарборо и его деловой агент планировали превратить Скегнесс в курортный город. В течение трех десятилетий он способствовал росту города своими планами, включая строительство большого пирса, церкви, обсаженных деревьями променадов, парков, садов, домов и отелей. Деревня с населением всего 500 человек в 1850 году, город вырос до 2000 постоянных жителей к началу XX века.

## Семья

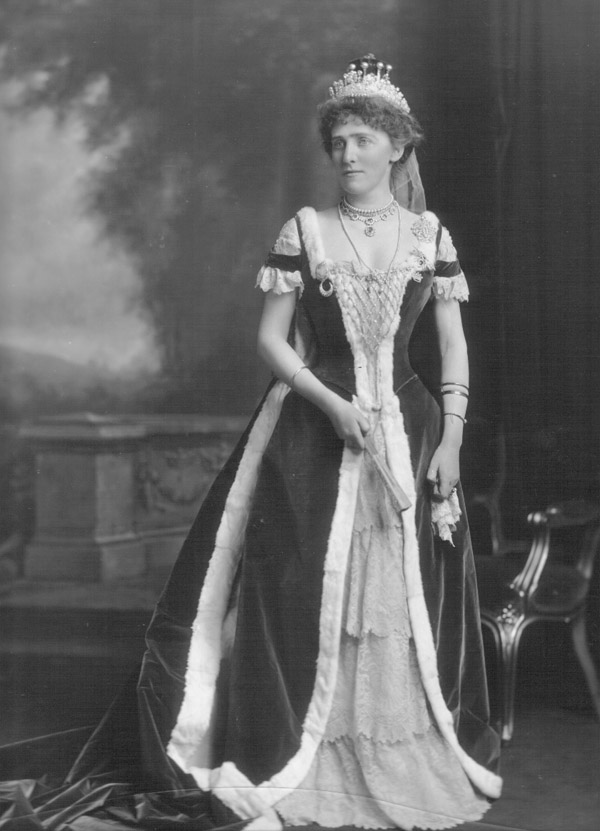
Графиня Скарборо, фотография 1902 года.

8 апреля 1899 года в Крайст-Черч в Мейфэре лорд Скарборо женился на Люси Сесилии Данн-Гарднер (? — 24 ноября 1931), вдове полковника Роберта Эштона (1848—1898). Люси была дочерью Сесила Данн-Гарднера. От первого брака с Робертом Эштоном у неё было двое детей. У супругов была единственная дочь:
- Леди Серена Мэри Барбара Ламли (30 марта 1901 — 26 октября 2000), в 1923 году она вышла замуж за достопочтенного Роберта Джеймса (1873—1960), третьего сына барона Нортборна[1][7]. Их старшая дочь Урсула Джеймс (1924—2023) вышла замуж за Дэвида Аллана Бетелла, 5-го барона Уэстбери (1922—2001) в 1947 году. Их младшая дочь, Серена Фэй Джеймс (1929—2002), вышла замуж за Колина Гриффита Кэмпиона (1933—2016).

Лорд Скарборо скончался в 1945 году в возрасте 87 лет, и семейные титулы унаследовал его племянник, сэр Роджер Ламли.

## Награды
- Кавалер Ордена Подвязки (1929)
- Кавалер Большого креста Ордена Британской империи (1921)
- Рыцарь-командор Ордена Бани
- Кавалер ордена Святого Иоанна (1926)[8]
- Медаль Южной Африки (1879)
- Медаль королевы Южной Африки
- Медаль за службу ордена Святого Иоанна
- Территориальная награда